# Ligat ha'Al 2004-2005
La Ligat ha'Al 2004-2005 è stata la 64ª edizione della massima divisione del campionato israeliano di calcio.
Al torneo presero parte 12 squadre, affrontatesi in tre gironi di andata, ritorno e terzo turno, per un totale di 33 giornate.
Iniziato il 21 agosto 2004, il campionato si concluse il 28 maggio 2005 con la vittoria del Maccabi Haifa (nono titolo in assoluto, il secondo consecutivo).
Capocannoniere del torneo fu Roberto Colautti, del Maccabi Haifa, con 19 goal.

## Squadre partecipanti
| Club                | Città          |
| ------------------- | -------------- |
| Ashdod              | Ashdod         |
| Beitar Gerusalemme  | Gerusalemme    |
| Bnei Sakhnin        | Sakhnin        |
| Bnei Yehuda         | Tel Aviv       |
| Hapoel Be'er Sheva  | Be'er Sheva    |
| Hapoel Haifa        | Haifa          |
| Hapoel Petah Tiqwa  | Petah Tiqwa    |
| Hapoel Tel Aviv     | Tel Aviv       |
| Maccabi Haifa       | Haifa          |
| Maccabi Petah Tiqwa | Petah Tiqwa    |
| Maccabi Tel Aviv    | Tel Aviv       |
| Nazareth Illit      | Nazareth Illit |

## Classifica finale
|                     | Pos. | Squadra             | Pt | G  | V  | N  | P  | GF | GS | DR  |
| ------------------- | ---- | ------------------- | -- | -- | -- | -- | -- | -- | -- | --- |
| Campione di Israele | 1.   | Maccabi Haifa       | 71 | 33 | 21 | 8  | 4  | 66 | 27 | +39 |
|                     | 2.   | Maccabi Petah Tiqwa | 60 | 33 | 16 | 12 | 5  | 47 | 24 | +23 |
|                     | 3.   | Ashdod              | 50 | 33 | 16 | 12 | 5  | 48 | 44 | +4  |
|                     | 4.   | Beitar Gerusalemme  | 47 | 33 | 13 | 8  | 12 | 46 | 44 | +2  |
|                     | 5.   | Nazareth Illit      | 46 | 33 | 12 | 10 | 11 | 46 | 46 | 0   |
|                     | 6.   | Bnei Yehuda         | 44 | 33 | 12 | 8  | 13 | 40 | 46 | -6  |
|                     | 7.   | Hapoel Petah Tiqwa  | 42 | 33 | 11 | 9  | 13 | 41 | 46 | -5  |
| [ 1 ]               | 8.   | Maccabi Tel Aviv    | 40 | 33 | 10 | 10 | 13 | 32 | 42 | -10 |
|                     | 9.   | Hapoel Tel Aviv     | 39 | 33 | 10 | 9  | 14 | 30 | 34 | -4  |
|                     | 10.  | Bnei Sakhnin        | 36 | 33 | 10 | 6  | 17 | 40 | 51 | -11 |
|                     | 11.  | Hapoel Haifa        | 35 | 33 | 9  | 8  | 16 | 36 | 44 | -8  |
|                     | 12.  | Hapoel Be'er Sheva  | 32 | 33 | 7  | 11 | 15 | 33 | 57 | -24 |

## Verdetti
- Maccabi Haifa campione di Israele 2004-2005, qualificato al terzo turno preliminare della Champions League 2005-2006
- Maccabi Petah Tiqwa, Ashdod e Maccabi Tel Aviv qualificati al secondo turno preliminare della Coppa UEFA 2005-2006
- Beitar Gerusalemme qualificato al primo turno della Coppa Intertoto 2005
- Hapoel Haifa e Hapoel Be'er Sheva retrocesse in Liga Leumit 2005-2006
- Hapoel Kfar Saba e Maccabi Netanya promosse in Ligat ha'Al 2005-2006

## Classifica marcatori
| Calciatore       | Squadra            | Gol |
| ---------------- | ------------------ | --- |
| Roberto Colautti | Maccabi Haifa      | 19  |
| Lior Asulin      | Beitar Gerusalemme | 15  |
| Shay Holtzman    | Ashdod             | 14  |
| José Duarte      | Nazareth Illit     | 13  |
| Idan Tal         | Maccabi Haifa      | 13  |
| Shlomi Arbeitman | Hapoel Petah Tiqwa | 12  |
| Avi Nimni        | Beitar Gerusalemme | 12  |